# Anouk Dekker
Manieke Anouk Dekker (født 15. november 1986) er en hollandsk fodboldspiller, der spiller som Forsvarer for Montpellier og Holland. Hun har tidligere spillet for FC Twente og FFC Heike Rheine. Den 6. august 2017 vandt hun europamesterskabet, da Holland slog Danmark 4-2 i finalen. Hun blev valgt til all-star holdet efter at EM 2017 var slut.

## Hæder

### Klub
FC Twente
Vinder
- BeNe League: 2012–2013 2013-2014
- Eredivisie: 2010–2011 2012-2013 2013-2014 2014-2015 2015-2016
- KNVB Women's Cup: 2007–2008 2014-2015

Toer
Montpellier Herault Feminine
- Division 1 Féminine: 2016-2017
- Coupe de France Féminine: 2015-2016

FC Twente
- BeNe League: 2012–2013 2013-2014
- BeNe League: 2014-2015
- Eredivisie: 2011–2012
- KNVB Women's Cup: 2012–2013
- BeNe Super Cup: 2011–2012

### Landshold
Holland
- EM i fodbold for kvinder: Vinder af EM 2017.
- All-star holdet ved EM 2017.